# Phyxelida abyssinica
Phyxelida abyssinica is een spinnensoort uit de familie Phyxelididae. De soort komt voor in Ethiopië.